# José Favilli Neto
José Favilli Neto (1935) è un ex arbitro di calcio brasiliano, internazionale dal 1970 al 1979.

## Carriera
Attivo a livello statale dagli dal 1969, dal 1971 dallo stesso anno ha diretto in Série A. È stato affiliato sia alla CBF che alla Federazione Paulista. Ha arbitrato la finale del V Copa Brasil, totalizzando 144 presenze nella massima serie nazionale. Tra i suoi risultati più rilevanti negli incontri internazionali si annoverano la presenza in nove edizioni della Copa Libertadores (in due delle quali ha diretto una finale, nel Coppa Libertadores 1971 e 1972) e la partecipazione alla Coppa Intercontinentale 1971, in cui ha diretto la partita di andata. Ha partecipato alle qualificazioni al campionato mondiale di calcio 1978 per la CONMEBOL, arbitrando una partita.